# Joplin (Montana)
Joplin – jednostka osadnicza w Stanach Zjednoczonych, w stanie Montana, w hrabstwie Liberty.